# Zadelsdorf
Zadelsdorf was een gemeente in de Duitse deelstaat Thüringen. Op 1 december 2011 ging ze op in de gemeente Zeulenroda-Triebes.